# 16e brigade d'assaut par air
La 16e Brigade d'assaut par air (ou 16 Air Assault Brigade - 16 Air Asslt Bde) est une brigade de l'armée britannique basée à Colchester dans le comté d'Essex. Il s'agit de la formation aéroportée à réaction rapide de l'Armée de terre et la seule brigade de l'armée britannique qui soit spécialisée dans les opérations d'assaut aérien. 
Tout le personnel de la brigade porte le béret marron, et ceux qualifiés comme parachutistes militaires portent l'insigne de parachutiste de leur spécialité. 

## Historique

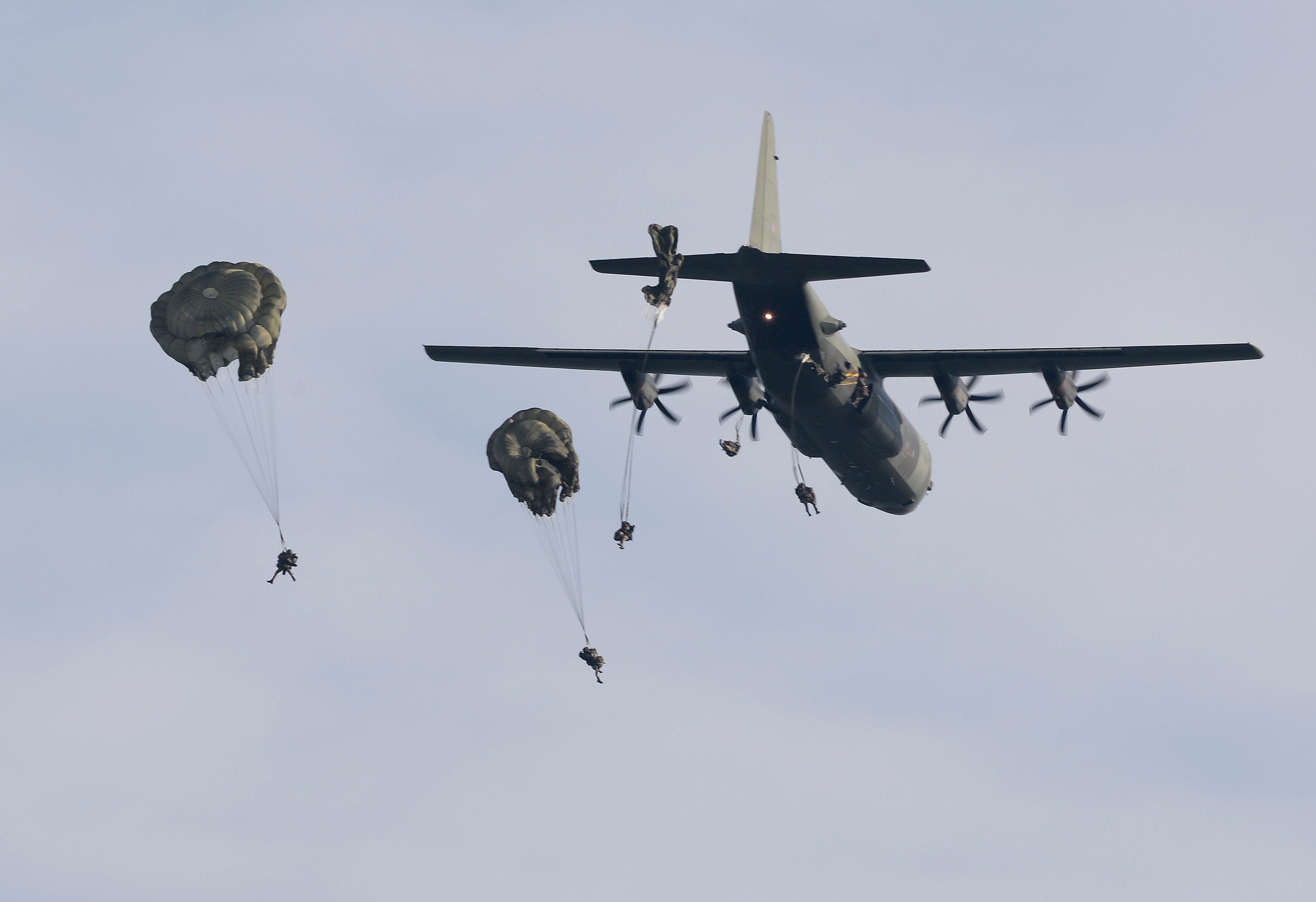
Les parachutistes de la 16e Brigade d'assaut aérien sautent d'un C-130 Hercules de la Royal Air Force au-dessus de la plaine de Salisbury pendant l'exercice Wessex Storm le 19 novembre 2014.

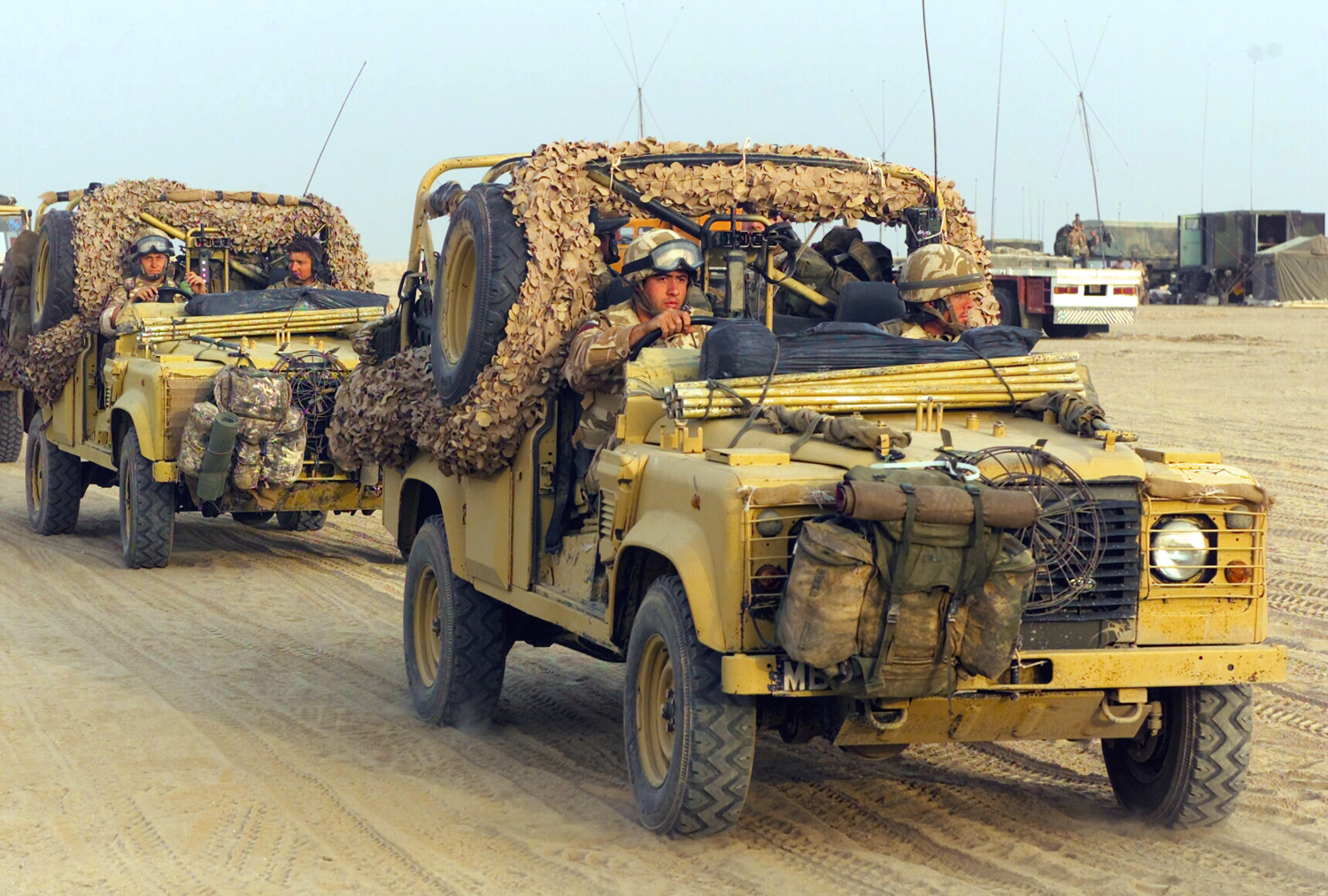
Des soldats de la 16e Brigade d'assaut aériens se préparent pour un raid en soirée près de Bassorah, en Irak.

### Création
La brigade a été formée dans le cadre des réformes de défense mises en œuvre par la Revue de défense stratégique le 1er septembre 1999, par la fusion de la 24e Brigade d'aviation et d'éléments de la 5e Brigade aéroportée. Ce regroupement a créé une brigade très mobile d'unités de parachutistes et d'unités aéromobiles, qui utilisent des hélicoptères.

### Macédoine du Nord
Après qu'un cessez-le-feu a été déclaré en Macédoine du Nord entre les forces gouvernementales et les rebelles connus sous le nom d'Armée de libération nationale, l'OTAN a lancé une action dirigée par les Britanniques, l'opération Essential Harvest, pour collecter les armes rendues volontairement par les rebelles. Le QG de la brigade et certains de ses éléments ont été déployés en août 2001, agissant comme fer de lance de l'opération de l'OTAN. L'unité est rentrée en septembre. 

### Afghanistan
Après l'invasion de l'Afghanistan en 2001, l'OTAN a créé en décembre une force de maintien de la paix connue sous le nom de Force internationale d'assistance à la sécurité (ISAF), basée dans la capitale Kaboul. Le QG de la brigade et certaines de ses unités furent déployés en Afghanistan en 2001, 2006, 2008 et de nouveau en 2010-2011. La 16e brigade d'assaut aérien est, à ce jour, l'unité britannique qui a été le plus déployée sur ce théâtre.

### Irak
Lors de la préparation de l'invasion de l'Iraq, la brigade, commandée par le brigadier Jacko Page, fut déployée au Koweït en février 2003. La brigade faisait partie de la 1re division blindée (britannique) et, après une formation appropriée au Koweït, elle a pris part au début de l'invasion le 20 mars. Les premières spéculations dans les médias britanniques suggèrent que la brigade soutiendrait les 82e et 101e divisions américaines dans un assaut aéroporté contre l'aéroport international de Saddam à Bagdad. Ce plan n'a toutefois jamais été exécuté. L'objectif final de la brigade était de sécuriser les champs de pétrole du sud avant qu'ils ne soient détruits par les forces de Saddam Hussein. Le 7e régiment de parachutistes de la brigade, Royal Horse Artillery, est entré en Irak le 20 mars pour soutenir le Corps des Marines des États-Unis dans leurs efforts pour s'emparer des champs de pétrole de Rumaila, presque tous les puits de pétrole étant pris intacts. Le reste de la brigade, soutenu par ses hélicoptères AAC, est entré en Irak peu après, toujours chargé de sécuriser Rumaila. La brigade a souvent rencontré une résistance sporadique et a dû faire procéder à la destruction  de nombreux explosifs laissés sur place. 
La brigade fut ensuite utilisée pour protéger les champs de pétrole et protéger les lignes d'approvisionnement alliées avec des éléments se déplaçant plus au nord de Bassorah (la deuxième plus grande ville d'Irak) pour protéger la ville des attaques irakiennes. Le 31 mars, la brigade, assistée d'artillerie et d'appui aérien, a attaqué une colonne blindée irakienne avançant sur Bassorah, détruisant 17 chars T-55, 5 pièces d'artillerie et 7 véhicules blindés de transport de troupes. Après l'entrée des forces britanniques à Bassora le 6 avril, le régiment parachutiste fut employé pour nettoyer le «vieux quartier» de la ville le 7 avril en raison des rues étroites qui le rendaient inaccessible aux véhicules. 
Après la saisie de Bassorah, la brigade passa dans la province de Maysan, centrée autour d'Al-Amarah, la capitale de la province. La brigade effectuait des patrouilles dans les villes, ramenant le calme dans le sud, et tentant de maintenir l'ordre tout en détruisant les caches d'armes conventionnelles trouvées. La guerre fut officiellement déclarée terminée le 1er mai et la brigade commença à  rentrer au cours du même mois. Au cours d'une patrouille dans Majar al-Kabir le 24 juin, la brigade a subi ses pertes les plus importantes en Iraq lorsque six hommes de la Royal military police de la 156 Provost Company furent tués par la foule irakienne. 

## Structure
En tant que formation d'intervention rapide de l'armée britannique, la 16e Brigade d'assaut par air a servi à l'avant-garde de tous les déploiements opérationnels récents de l'armée en Sierra Leone, en Macédoine, en Irak et en Afghanistan. C'est la plus importante brigade de l'armée, avec 6 200 personnes. Elle comprend : 
- un escadron de reconnaissance
- un régiment d'artillerie avec une batterie de défense aérienne
- un régiment du génie
- deux bataillons d'infanterie parachutistes
- deux bataillons d'infanterie d'assaut aérien
- trois régiments d'aviation
- des régiments ou bataillons de génie logistique, médicaux et mécaniques
- le groupe Pathfinder

Le QG de la brigade est basé dans la garnison de Colchester et est placé sous le commandement opérationnel du commandement interarmé des hélicoptères (JHC). À des fins administratives, il est sous le contrôle de la 5e Division, aujourd'hui Commandement de soutien. À partir de septembre 2015, le commandant des forces terrestres assume le contrôle opérationnel de la brigade. 
À partir de novembre 2016, la 16e Brigade relève directement du commandant de l'Armée de campagne, tandis que les unités du Army Air Corps précédemment affectées à la brigade resteront sous le commandement interarmé des hélicoptères. 
Le quartier général de la brigade comprend du personnel de l'armée de terre britannique et de la Royal Air Force, ce qui lui permet d'effectuer des opérations aériennes et terrestres. 
En raison du rôle mobile de la brigade, elle est légèrement armée et équipée. L'équipement terrestre de la brigade comprend des FV-107 Scimitar, des Land Rover WMIK, des Supacats, des canons légers L118 de 105 mm remorqués, des missiles antichars Javelin et des lanceurs de missiles de défense aérienne Starstreak légers. L'élément aviation de la brigade se compose de trois régiments d'attaque équipés d'hélicoptères WAH-64 Apache et Lynx de l'Army Air Corps, d'hélicoptères de soutien Chinook et Puma de la RAF et d'hélicoptères de soutien Merlin de la Fleet Air Arm. Tous sont placés sous le commandement interarmé des hélicoptères. De plus, deux Tactical Air Control Parties (TACP) de quatre hommes, dirigés par le RAF Regiment, assurent la protection de l'espace aérien, l'intégration des plates-formes aériennes dans l'espace de combat et le contrôle terminal des moyens aériens. 

## Peloton Pathfinder
En 1984, la 5e Brigade aéroportée était en train de développer sa capacité d'assaut en parachute (LPAC). Cela a nécessité une formation de 15 avions Hercules pour larguer le volume d'un bataillon de parachutistes sur deux zones de largage (DZ) en moins de cinq minutes, de jour comme de nuit. Pour ce faire, il était nécessaire que les DZ soient clairement marquées, afin de garantir que les équipages disposaient d'un point de référence facilement identifiable pour leur permettre de descendre avec précision et cohérence. Avec la disparition de la 16e brigade de parachutistes en 1977, la dissolution de la compagnie indépendante n°1 (Guards) avait mis fin à cette expertise. Il fallut donc trouver une solution. Le major Phil Neame recommanda, dans un rapport d'octobre 1984 la formation d'un peloton indépendant, avec des effectifs provenant des trois bataillons et relevant directement du commandement du quartier général de la brigade. Il compterait un total de 28 hommes répartis en 7 patrouilles de 4 avec 2 opérateurs des transmissions du Royal Signals,. 
Désormais, le groupe Pathfinder est composé de membres sélectionnés des forces armées qui ont suivi un programme de sélection et de formation rigoureux. Le Groupe est formé autour d'un peloton de spécialistes de la reconnaissance et des communications. Ses rôles comprennent la localisation et le marquage des zones de largage de parachutistes et des zones d'atterrissage tactique pour les hélicoptères lors des opérations d'héliportage. Une fois la force principale débarquée, le groupe fournit des renseignements tactiques pour aider à la prise de décisions opérationnelles au quartier général de la brigade, Les pathfinders peuvent utiliser diverses techniques d'insertion aéroportées, qui vont du parachutisme à basse altitude (LLP) au parachutisme à haute altitude à faible ouverture (HALO) et à haute altitude à haute ouverture (HAHO).

## Traditions

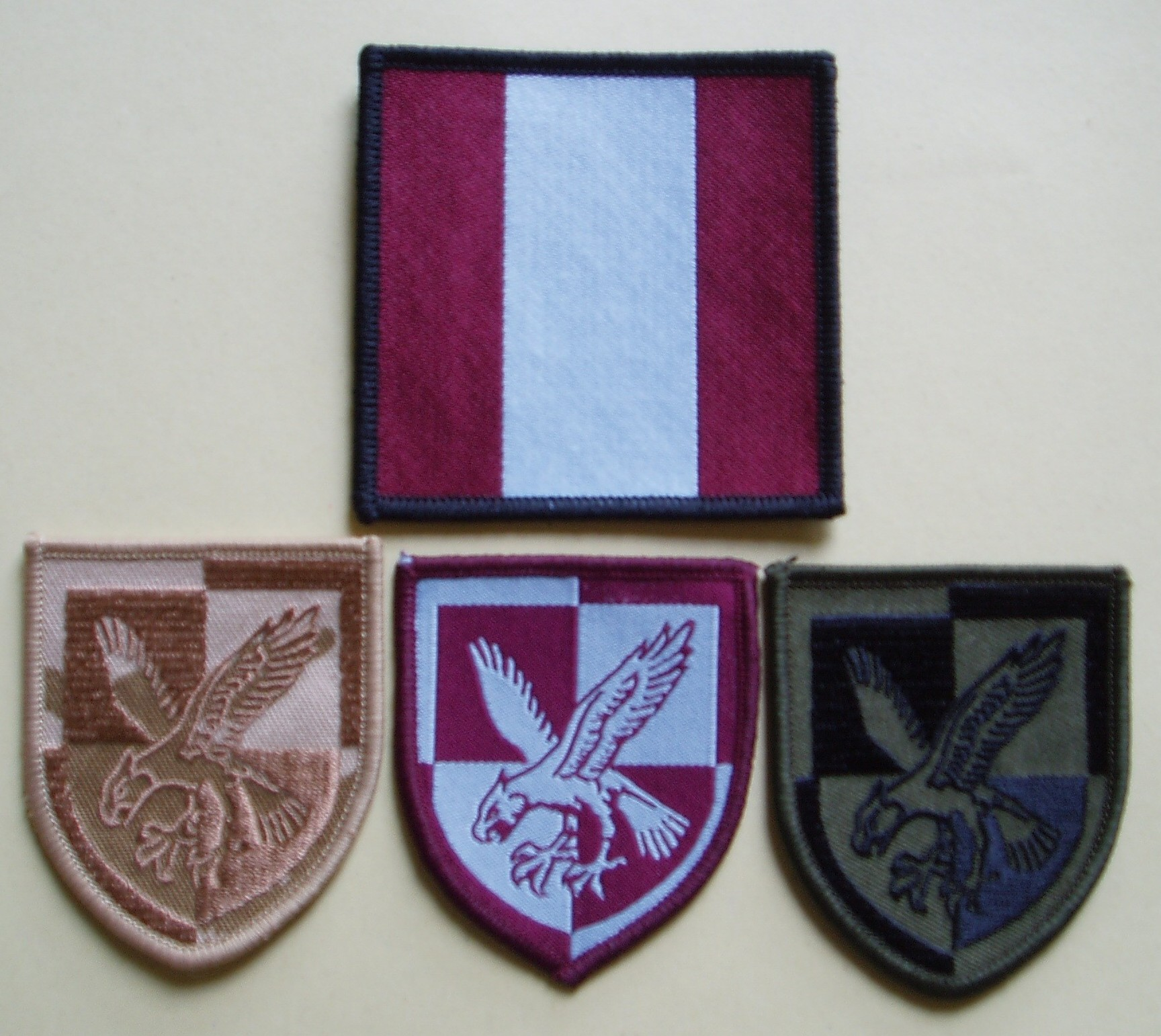
En haut: patch Drop Zone. De gauche à droite: Desert Subdued, Full Color, DPM Subdued versions of the Brigade's original Striking Eagle insignia (1999–2015)

Le chiffre 16 est dérivé de la 1re division aéroportée et de la 6e division aéroportée de la Seconde Guerre mondiale, utilisé pour la première fois par la 16e brigade de parachutistes formée en 1948,. 
L'emblème d'origine de la brigade était un bouclier bleu clair et marron avec un aigle bleu clair délimité en marron, et il fut adopté par le Special Training Center de Lochailort, en Écosse, où les forces spéciales et les troupes aéroportées se sont entraînées entre 1943 et 1945. Le signe est porté sur le bras gauche. Les couleurs choisies sont les couleurs traditionnelles de la brigade, marron pour la composante aéroporté et bleu clair pour Army Air Corps. 
Le symbole de la 5e Brigade aéroportée est Bellerophon au-dessus de Pégase (un cheval ailé de la mythologie grecque) et est devenu synonyme des forces aéroportées britanniques pendant la Seconde Guerre mondiale. Lorsque la 16e Brigade d'assaut aérien fut formée, il y a eu une controverse lorsque les unités parachutistes de la 5e Airborne durent abandonner le symbole Pégase et le remplacer par le symbole de l'aigle. 
Cependant, après la restructuration du plan Armée 2020, le commandement de la 16e Brigade d'assaut aérien a été transféré du Joint Helicopter Command au commandant de l'Armée de campagne, et l'emblème Pegasus est revenu comme symbole des forces aéroportées britanniques le 25 novembre 2015 . 

## Commandants
Les commandants furent: 
- 1999–2000 Brigadier Peter Wall (Royal Engineers)
- 2000–2002 Brigadier Barney White-Spunner (Blues and Royals)
- 2002–2004 Brigadier Jacko Page (Parachute Regiment)
- 2004–2007 Brigadier Ed Butler (Royal Green Jackets)[18]
- 2007–2008 Brigadier Mark Carleton-Smith (Irish Guards)
- 2008–2011 Brigadier James Chiswell (Parachute Regiment)
- 2011–2013 Brigadier Giles Hill (Parachute Regiment)
- 2013–2015 Brigadier Nick Borton (Royal Regiment of Scotland)
- 2015–2017 Brigadier Colin Weir (Royal Irish)
- 2017–2019 Brigadier Nick Perry (King's Royal Hussars)
- 2019–present Brigadier John Clark (Royal Engineers)

## Unités constituantes

### Guerre d'Irak 2003
- Quartier général de la 16e Brigade d'assaut aérien et 216e Escadron des transmissions
- Escadron D, cavalerie
- 7e Régiment de parachutistes, Royal Horse Artillery
- 23e Régiment du génie (Air Assault), Royal Engineers
- 1er Bataillon, Royal Irish Regiment
- Royal Irish Rangers, maintenant connus sous le nom de 2nd Battalion, The Royal Irish Regiment
- 1er Bataillon, The Parachute Regiment
- 3e Bataillon, The Parachute Regiment
- Groupe Pathfinder
- 3e Régiment, Army Air Corps
- 13e Régiment d'appui aux assauts aériens, Royal Logistics Corps
- 16e Régiment médical, Royal Army Medical Corps
- 7e Bataillon d'assaut aérien, Royal Electrical Mechanical Engineers
- 156e Compagnie de prévot, Police militaire royale

### Formation actuelle

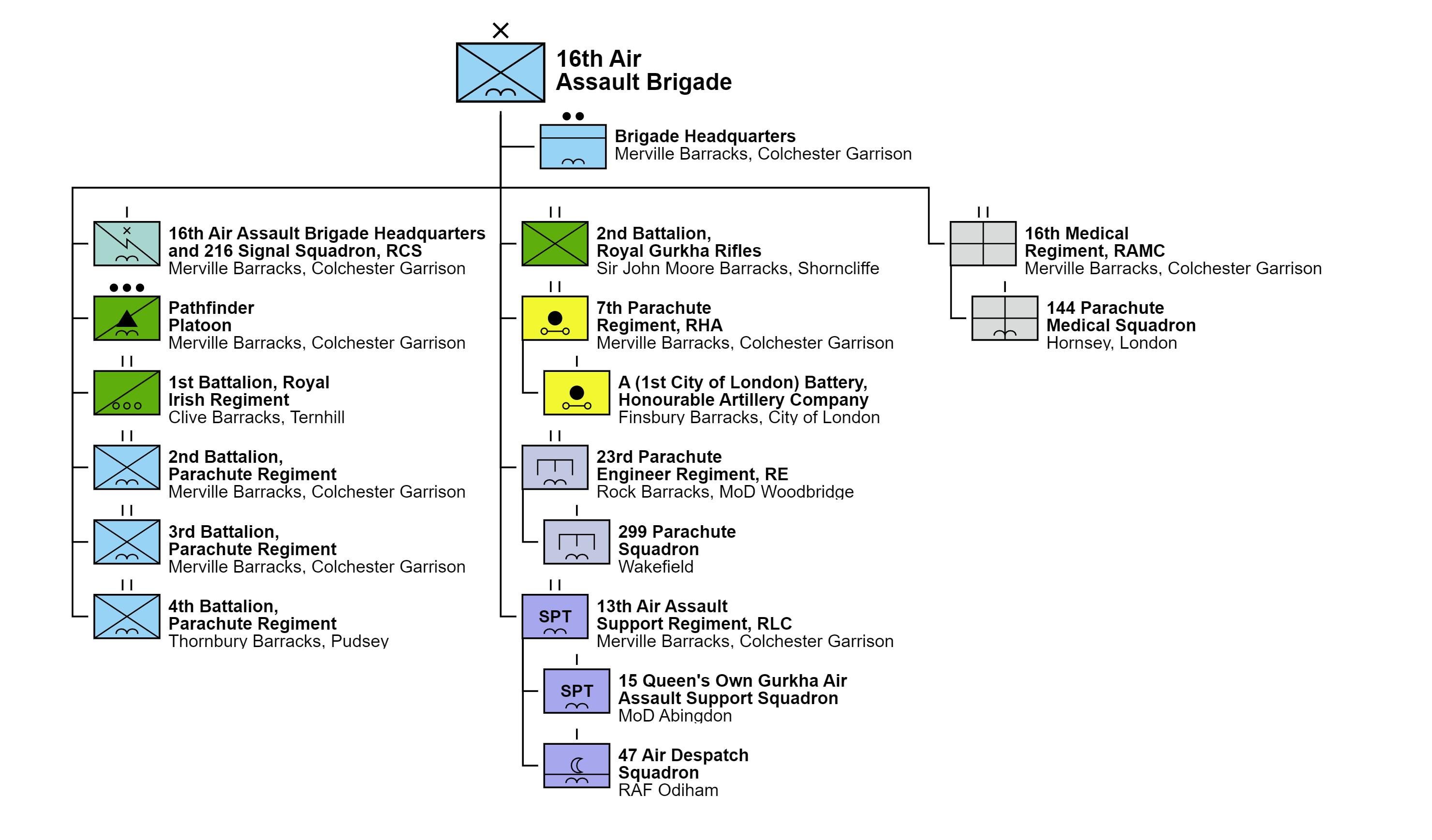
16e Brigade d'assaut aérien (Royaume-Uni)

- 16e Brigade d'assaut aérien (Royaume-Uni) 16e Brigade d'assaut aérien à Colchester (Force de réaction) 
  - Le peloton Pathfinder à Colchester
  - 216e Escadron de transmissions parachutiste à Colchester
  - 2e Bataillon, Parachute Regiment à Colchester
  - 3e Bataillon, Parachute Regiment à Colchester
  - 4e Bataillon, Parachute Regiment à Pudsey (Réserve de l'armée)
  - 1er ou 2e Bataillon, Royal Gurkha Rifles à Folkestone - tourne avec le bataillon basé au British Forces Brunei
  - 7 Régiment de parachutistes, Royal Horse Artillery équipé de 105 mm Light Guns
  - 23e Régiment de génie parachutiste (en anglais : 23rd Parachute Engineer Regiment) à Woodbridge
  - 7 Bataillon d'assaut aérien Royal Engineers électriques et mécaniques à Wattisham
  - 13 Régiment de soutien aux assauts aériens Royal Logistic Corps à Colchester
  - 16e Régiment médical Royal Army Medical Corps à Colchester (comprend le 144e Escadron médical de parachutistes de la Réserve de l'armée)

Remarque : le 1er Bataillon, The Parachute Regiment, opère désormais au sein du Groupe de soutien des forces spéciales .

## Voir également
- 1re division aéroportée
- 6e division aéroportée